# Opposites A-Frack
Opposites A-Frack, llamado Opuestos al Frack en Hispanoamérica y Los polos opuestos se fracturan en España, es un episodio perteneciente a la vigesimosexta temporada de la serie animada Los Simpson, emitido originalmente el 2 de noviembre de 2014 en EE. UU.. El episodio fue escrito por Valentina L. Garza y dirigido por Matthew Nastuk.

## Sinopsis
Marge invita a Patty y Selma a permanecer en su casa, siempre que no fumen; Homer instala detectores de humo por toda la casa para asegurar esto. Después de que un intento de fumar cigarrillos electrónicos falla, las gemelas van al cuarto del baño de la planta baja a fumar, ya que Homer olvidó poner una alarma de humo allí, pero ellas prenden fuego el agua del grifo. Lisa informa a Marge que este es posiblemente una consecuencia del fracking, al descubrir que Sr. Burns lo puso en funcionamiento. Ella logra llamar con éxito a la mujer asambleísta Democrática Maxine Lombard para detener el fracking.  
Burns está furioso con Lombard y se desatan tormentas en su oficina, pero los dos terminan con una relación sexual y optan por continuar su romance a pesar de sus diferencias políticas. Al enterarse de que él debe obtener los derechos mineros de toda la tierra en Springfield con el fin de reanudar su operación fracking, Burns le da a Homer el trabajo de la comercialización a los ciudadanos de Springfield. En una reunión del Ayuntamiento, el Profesor Frink advierte sobre la contaminación del agua, pero Homer promete 5000 dólares a cada persona que le dé sus derechos mineros a Burns. Cuando está a punto de reanudar la operación, Burns descubre que Marge no le dio permiso a él, y por lo tanto el proyecto es abandonado, enfureciendo a muchos residentes que estaban deseando que llegue el dinero. Sabiendo que va a perder su nuevo trabajo, Homer está enojado con Marge, y Burns rompe con Lombard. A pesar de que Burns es humillado, la familia Simpson sigue dividida.
Lombard se venga de Burns, al demoler su mansión y utilizar la tierra para diversas causas liberales, incluyendo Robert Siegel y National Public Radio. Burns planea una venganza aún más grande, y reanuda su fracking a la máxima potencia, causando terremotos en la ciudad. Marge suplica a Homer para apagarlo, y él enciende el agua inflamable para quemar la planta de fracking. Al ver que Homer y Marge pueden reconciliarse a pesar de sus diferencias (tal como paso en el episodio Two Cars in Every Garage and Three Eyes on Every Fish), debido a su pasión, Burns y Lombard vuelven a estar juntos.  
Durante los créditos, Burns y Lombard consideran tener una conversación aburrida mientras están acostados en la cama con sus tabletas.

## Producción

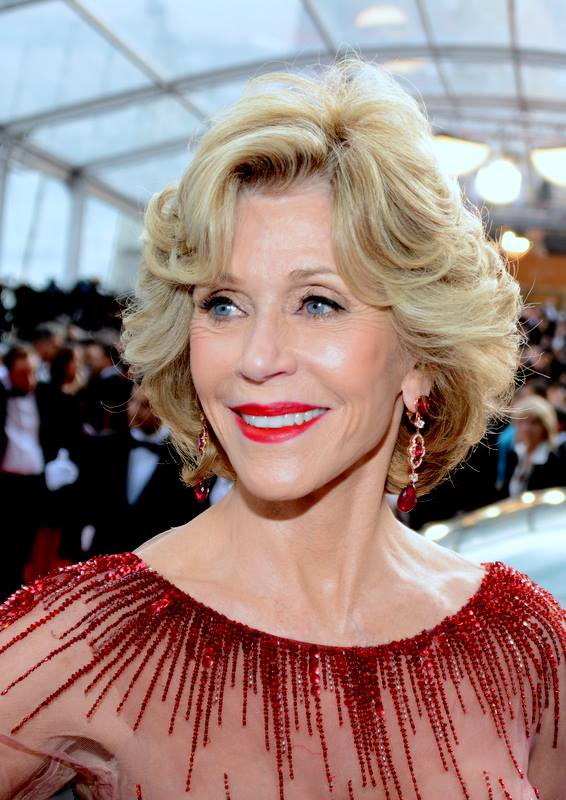
El episodio fue el primer trabajo de la voz en off de las dos veces ganadora del Premio Óscar, Jane Fonda